# Kishine-kōen (metropolitana di Yokohama)
Kishine-kōen (岸根公園駅?, Kishine-kōen-eki) è una stazione della metropolitana di Yokohama che si trova nel quartiere di Kōhoku-ku a Yokohama, ed è servita dalla linea blu.

## Linee
Metropolitana di Yokohama
 Linea blu (linea 4)

## Struttura
La stazione è realizzata sottoterra, e possiede due marciapiedi laterali con due binari passanti, localizzati al terzo piano interrato e protetti da porte di banchina a mezza altezza. Al piano superiore è presente un corridoio di collegamento fra le due banchine, e al primo piano interrato il mezzanino, con la biglietteria automatica e i varchi di accesso.
| 1 | Linea blu |  | per Yokohama e Shōnandai                 |
| 2 | Linea blu |  | per Shin-Yokohama, Center-Kita e Azamino |

## Stazioni adiacenti
| «           | Servizio  | »             |
| Linea Blu   | Linea Blu | Linea Blu     |
| ----------- | --------- | ------------- |
| Katakurachō | -         | Shin-Yokohama |